# Europahaus (Berlin)

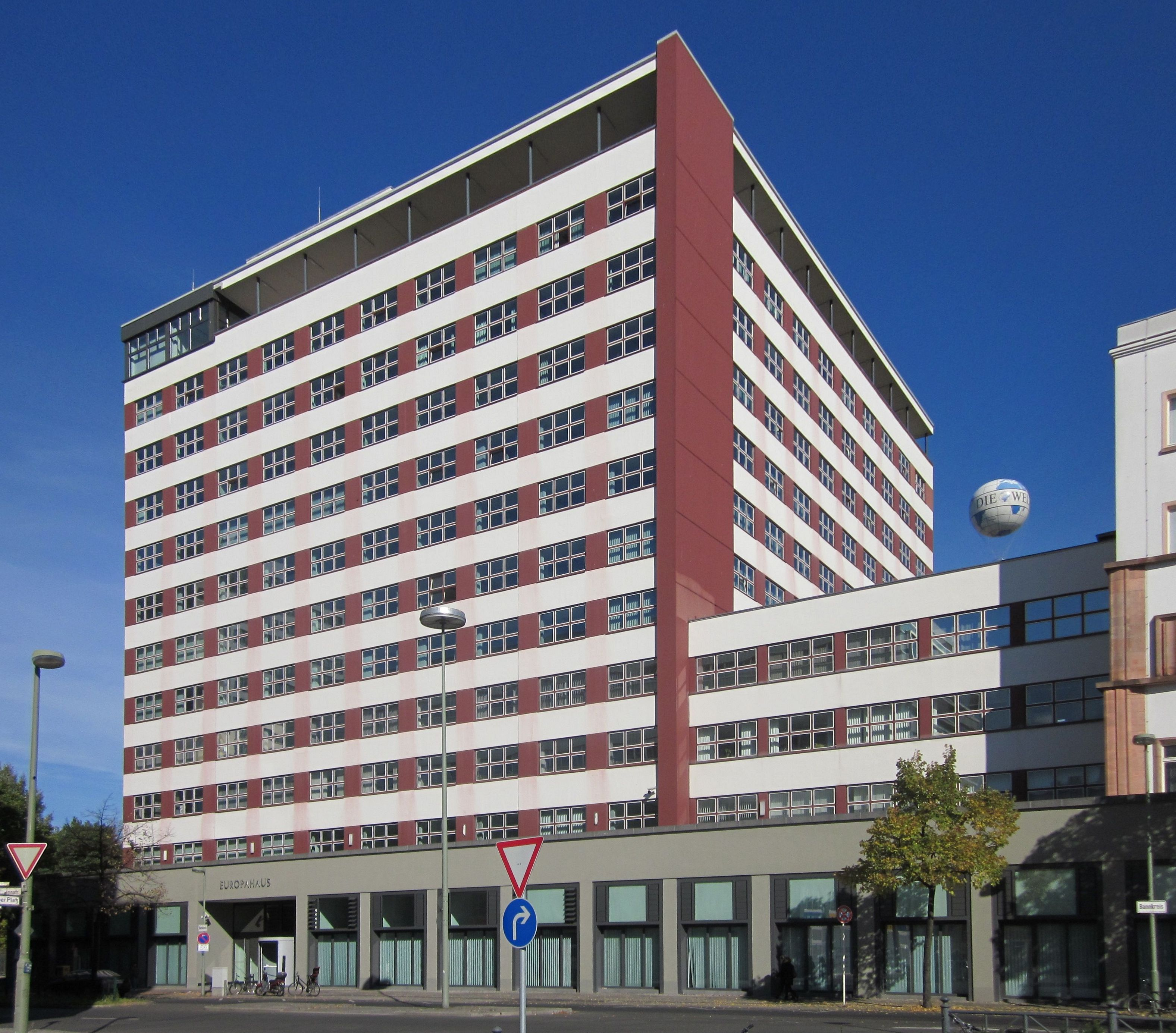
Europahaus

Das Europahaus ist ein Bürogebäude im Berliner Ortsteil Kreuzberg, Stresemannstraße 92–94. Zusammen mit dem Nachbargebäude Deutschlandhaus wurde es von 1926 bis 1931 errichtet.

## Geschichte
Den städtebaulichen Wettbewerb für den gesamten Gebäudekomplex gewann das Architekturbüro von Richard Bielenberg und Josef Moser, die dessen Umsetzung mit dem Deutschlandhaus (südlich angrenzend) begannen (1926, noch expressionistisch). Architekt Otto Firle folgte mit dem Europahaus im Stil der Neuen Sachlichkeit. Der Bau wurde in den späten 1920er Jahren begonnen und 1931 fertiggestellt.
Das Gebäude verfügt über zehn Geschosse mit insgesamt 35.000 m² Nutzfläche. Erster Mieter war die 1919 gegründete Stickstoff-Syndikat GmbH (4.–10. Stockwerk).
Bekannt war das Haus vor allem durch seine großen Leuchtreklamen für die Unternehmen Odol und Allianz-Versicherungen, was für die damalige Zeit in der Stadt eine große Attraktion war. Eine Leuchtreklame des Unternehmens Blaupunkt aus jüngerer Zeit, die sich bis 2005 an der Fassade des Europahauses befand, ist heute im Besitz des Buchstabenmuseums in Berlin.
Im Zweiten Weltkrieg wurde das Europahaus beschädigt, sodass umfangreiche Instandsetzungsmaßnahmen erforderlich wurden.
Nach veränderter Wiederherstellung von 1959 bis 1966 bis nach der deutschen Wiedervereinigung war das Europahaus Standort des Fernmeldeamtes 2 Berlin (später: Fernmeldeamt 3 Berlin) der Deutschen Bundespost.
Das Gebäude, das sich in unmittelbarer Nähe des ehemaligen Anhalter Bahnhofs befindet, beherbergt unter anderem in vier Etagen die Hauptverwaltung des Bundesministeriums für wirtschaftliche Zusammenarbeit und Entwicklung, eine Kontaktstelle des Robert Koch-Instituts sowie die Wasser- und Schifffahrtsdirektion Ost und die Geschäftsstelle des Bündnisses für Demokratie und Toleranz.